# 馬越 (新潟市)
馬越（うまこし）は、かつて新潟県新潟市にあった町字。1987年（昭和62年）に笹口に編入されたことにより消滅した。
以下の記述は消滅直前当時の旧馬越に関しての記述であり、現在では名称等が異なる場合がある。なお、ここに記述されていない内容に関しては新潟市などの記事を参照。

## 概要
1889年（明治22年）から1943年（昭和18年）まで。および1919年（大正8年）から1987年（昭和62年）までの大字。栗ノ木川流域の砂丘上に位置する。もとは江戸時代から1889年（明治22年）まであった馬越新田の区域の一部。

## 歴史
開発は1637年（寛永14年）。文禄年間に土農次郎平の祖先が刈羽郡横山村より移住開発ともいう。

### 年表
- 1889年（明治22年）4月1日 : 合併により木戸村の大字となる。
- 1901年（明治34年）11月1日 : 合併により石山村の大字となる。
- 1919年（大正8年） : 一部（現在の西馬越）が新潟市に編入。

### 石山村字馬越
- 1943年（昭和18年）5月3日 : 合併により石山村字馬越が新潟市の大字となり、本馬越に改称。

### 新潟市字馬越
- 1919年（大正8年） : 石山村字馬越の一部が新潟市に編入。
- 1941年（昭和16年）7月28日 : 一部が日の出1丁目から3丁目となる。
- 1968年（昭和43年） : 一部が西馬越、鏡が岡となる。
- 1987年（昭和62年） : 残りが笹口となり、字馬越が消滅する。